# Javier Benjumea Llorente
Javier Benjumea Llorente (Sevilla, 18 de septiembre de 1952), II marqués de Puebla de Cazalla, es un economista y empresario español.

## Biografía
Hijo de Javier Benjumea Puigcerver fundador de Abengoa; y también hermano de Felipe Benjumea Llorente, expresidente de Abengoa.
Se doctoró en Economía y realizó un máster en Administración de Empresas. 
Fue miembro alternativo del consejo de Administración de Telefónica de Argentina Inc, miembro de la Fundación de caridad del Príncipe de Asturias, y vicepresidente de compañía Sevillana-Endesa; además de ser actualmente el presidente del Patronato de la Fundación Escuelas Profesionales de la Sagrada Familia (SAFA).
Fue vicepresidente de Abengoa (1991-2007), momento en el que su hermano Felipe Benjumea Llorente accedió a la presidencia de la empresa.